# Patricia Girard
Pour les articles homonymes, voir Girard.
Patricia Girard, ou Patricia Girard-Léno durant son mariage, née le 8 avril 1968 à Pointe-à-Pitre, est une athlète française spécialiste du 100 mètres et du 100 mètres haies.

## Carrière
Née à Pointe-à-Pitre en Guadeloupe, Patricia Girard s'installe en métropole en 1976. Elle pratique tout d'abord le handball à l'US Créteil avant d'intégrer la section athlétisme en 1984. En 1987, elle décroche le titre de championne de France junior du 100 mètres haies et obtient en début d'année suivante sa première sélection en équipe de France A à l'occasion des Championnats d'Europe en salle de Budapest. Elle termine sixième du 60 m haies en 7 s 33. Championne de France espoirs du 100 m, elle est sélectionnée pour les Jeux olympiques de Séoul où elle se qualifie pour la finale du relais 4 × 100 m (7e place finale). En 1990, la Guadeloupéenne échoue au pied du podium du 60 m des Championnats d'Europe en salle avant d'être suspendue deux ans par l'IAAF pour dopage aux stéroïdes anabolisants.
De retour sur les pistes en 1992, elle est membre du relais 4 × 100 m français se classant quatrième des Jeux olympiques de Barcelone. Début 1993, Patricia Girard-Léno remporte la médaille de bronze du 60 m haies lors des Championnats du monde en salle de Toronto avec le temps de 8 s 01, et termine par ailleurs huitième du 60 m plat. Sélectionnée pour les Championnats du monde en plein air de Stuttgart, en août 1993, la Française est éliminée en demi-finale du 100 m haies et termine une nouvelle fois au pied du podium du relais 4 × 100 m.
Aux championnats d'Europe en salle 1996, elle remporte la médaille d'or du 60 mètres haies en 7 s 89 devant Brigita Bukovec (7 s 90) et sa compatriote Monique Éwanjé-Épée (8 s 09).
Aux Jeux olympiques elle remporte la médaille de bronze en 12 s 65, devancée par Ludmila Engquist (12 s 59) et Brigita Bukovec (12 s 60) mais surtout elle devance son idole l'Américaine Gail Devers (12 s 66).
À partir de 2009, elle crée avec son compagnon Karl Taillepierre un groupe d'athlètes de haut-niveau qu'elle entraîne sur la piste de Combs-la-Ville. Ce groupe dénommé "Team Patricia Girard" devient une association juridiquement indépendante déclarée en Préfecture de Seine-et-Marne en février 2012 ayant son siège social à Combs-la-Ville. Parmi ces athlètes, Adil Gandou depuis 2014, Cindy Billaud (depuis octobre 2014), Alice Decaux (jusqu'en 2011), Adrianna Lamalle (jusqu'en 2012), Gnima Faye (jusqu'en 2012), Reina-Flor Okori, Rosvitha Okou, Cornnelly Calydon, Karl Taillepierre, Toumany Coulibaly, Pascal Martinot-Lagarde, Thomas Ravon, Mohamed Koné, Ronald Pognon et Leslie Djhone (depuis novembre 2014).
En février 2013, elle est élue Meilleure coach européenne de l'année 2012.

## Dopage
Patricia Girard est contrôlée positive au Primobolan (stéroïde anabolisant) et écope d'une suspension de deux ans le 17 mars 1990.

## Palmarès

### International
| Date | Compétition                    | Lieu              | Résultat | Épreuve     | Temps   |
| ---- | ------------------------------ | ----------------- | -------- | ----------- | ------- |
| 1988 | Jeux olympiques                | Séoul             | 7e       | 4 × 100 m   | 44 s 02 |
| 1989 | Jeux de la Francophonie        | Rabat             | 2e       | 100 m       | 11 s 25 |
| 1990 | Championnats d'Europe en salle | Glasgow           | 4e       | 60 m        | 7 s 19  |
| 1992 | Jeux olympiques                | Barcelone         | 4e       | 4 × 100 m   | 42 s 85 |
| 1993 | Championnats du monde en salle | Toronto           | 8e       | 60 m        | 7 s 31  |
| 1993 | Championnats du monde en salle | Toronto           | 3e       | 60 m haies  | 8 s 01  |
| 1993 | Coupe d'Europe des nations     | Rome              | 2e       | 4 × 100 m   | 43 s 01 |
| 1993 | Jeux méditerranéens            | Narbonne          | 3e       | 100 m haies | 13 s 19 |
| 1993 | Jeux méditerranéens            | Narbonne          | 1re      | 4 × 100 m   | 43 s 55 |
| 1993 | Championnats du monde          | Stuttgart         | 4e       | 4 × 100 m   | 42 s 67 |
| 1994 | Championnats d'Europe en salle | Paris             | 3e       | 60 m        | 7 s 19  |
| 1994 | Championnats d'Europe en salle | Paris             | 6e       | 60 m haies  | 7 s 98  |
| 1994 | Jeux de la Francophonie        | Bondoufle         | 1re      | 100 m       | 11 s 46 |
| 1994 | Jeux de la Francophonie        | Bondoufle         | 1re      | 100 m       | 43 s 65 |
| 1995 | Championnats du monde en salle | Barcelone         | finale   | 60 m haies  | DNF     |
| 1995 | Coupe d'Europe des nations     | Villeneuve-d'Ascq | 3e       | 4 × 100 m   | 43 s 63 |
| 1995 | Championnats du monde          | Göteborg          | 5e       | 4 × 100 m   | 43 s 35 |
| 1996 | Championnats d'Europe en salle | Stockholm         | 1re      | 60 m haies  | 7 s 89  |
| 1996 | Jeux olympiques                | Atlanta           | 3e       | 100 m haies | 12 s 65 |
| 1996 | Jeux olympiques                | Atlanta           | 6e       | 4 × 100 m   | 42 s 76 |
| 1997 | Championnats du monde en salle | Paris             | 3e       | 60 m haies  | 7 s 84  |
| 1997 | Coupe d'Europe des nations     | Munich            | 2e       | 100 m haies | 13 s 03 |
| 1997 | Coupe d'Europe des nations     | Munich            | 2e       | 4 × 100 m   | 43 s 21 |
| 1997 | Jeux méditerranéens            | Bari              | 1re      | 100 m haies | 12 s 90 |
| 1997 | Jeux méditerranéens            | Bari              | 1re      | 4 × 100 m   | 42 s 63 |
| 1997 | Championnats du monde          | Athènes           | finale   | 100 m haies | DQ      |
| 1997 | Championnats du monde          | Athènes           | 3e       | 4 × 100 m   | 42 s 21 |
| 1998 | Championnats d'Europe en salle | valence           | 1re      | 60 m haies  | 7 s 85  |
| 1998 | Coupe d'Europe des nations     | Saint-Petersbourg | 2e       | 100 m haies | 12 s 89 |
| 1998 | Coupe d'Europe des nations     | Saint-Petersbourg | 3e       | 4 × 100 m   | 42 s 61 |
| 1998 | Championnats d'Europe          | Budapest          | 5e       | 100 m haies | 12 s 89 |
| 1999 | Coupe d'Europe des nations     | Paris             | 1re      | 100 m haies | 12 s 96 |
| 1999 | Coupe d'Europe des nations     | Paris             | 1re      | 4 × 100 m   | 42 s 90 |
| 1999 | Championnats du monde          | Séville           | 8e       | 100 m haies | 12 s 97 |
| 1999 | Championnats du monde          | Séville           | 2e       | 4 × 100 m   | 42 s 06 |
| 2000 | Championnats d'Europe en salle | Gand              | 2e       | 60 m haies  | 7 s 98  |
| 2001 | Jeux méditerranéens            | Radès             | 1re      | 100 m haies | 12 s 82 |
| 2002 | Championnats d'Europe en salle | Vienne            | 3e       | 60 m haies  | 7 s 98  |
| 2002 | Coupe d'Europe des nations     | Annecy            | 1re      | 100 m haies | 12 s 64 |
| 2002 | Coupe d'Europe des nations     | Annecy            | 1re      | 4 × 100 m   | 42 s 41 |
| 2002 | Championnats d'Europe          | Munich            | 4e       | 100 m haies | 13 s 03 |
| 2003 | Championnats du monde en salle | Birmingham        | 8e       | 60 m haies  | 8 s 02  |
| 2003 | Coupe d'Europe des nations     | Florence          | 3e       | 100 m haies | 12 s 95 |
| 2003 | Coupe d'Europe des nations     | Florence          | 1re      | 4 × 100 m   | 42 s 62 |
| 2003 | Championnats du monde          | Paris             | 7e       | 100 m haies | 12 s 83 |
| 2003 | Championnats du monde          | Paris             | 1re      | 4 × 100 m   | 41 s 78 |
| 2005 | Championnats d'Europe en salle | Madrid            | 6e       | 60 m haies  | 8 s 04  |

### National
- Championnats de France d'athlétisme
  -  100 m haies en 1993, 1995, 1997, 1999, 2001, 2002 et 2003
  -  100 m haies en 2008 (13 s 23)
- Championnats de France en salle
  -  60 m en 1988, 1990, 1993 et 1995
  -  60 m haies en 1993, 1994, 1995, 1996, 1997, 1998, 2000, 2002 et 2003
  -  60 m haies en 2009 (8 s 24)
  -  60 m haies en 2005 (8 s 08)

### Autres titres
- Coupe d'Europe des nations : 
  - 100 m haies : vainqueur en 2002
  - 4 × 100 m : vainqueur en 1999, 2000, 2002 et 2003
- Jeux Méditerranéens :
  - Médaille d'or du 100 m haies en 1997 et 2001, médaille de bronze en 1993
- Jeux de la Francophonie :
  - Médaille d'or du 100 m en 1994, du 4 × 100 m en 1989, médaille d'argent du 100 m en 1989

### Records
- Détentrice du record de France aux relais 4 × 100 m, en 1999 en 42 s 06, puis en 2003 en 41 s 78
- Détentrice du record de France au relais 4 × 200 m en salle, en 1990 en 1 min 34 s 47
- Détentrice du record de France du 200 m haies en 1999 en 25 s 82
- Détentrice du record de France du 50 m haies (84) en salle, en 1998 en 6 s 80, puis en 2000 en 6 s 76